# Benz & Cie.
Benz & Cie. foi uma empresa alemã de engenharia mecânica e automotiva fundada por Carl Benz em Mannheim em 1883 e posteriormente expandida com filiais em Mannheim-Waldhof e Gaggenau. Após a cisão da Motoren-Werke Mannheim AG (MWM) em 1922 (até hoje uma das maiores fabricantes de motores estacionários), a fusão com a Daimler-Motoren-Gesellschaft em 1926 resultou na Daimler-Benz AG (hoje: Mercedes-Benz Group).

## Modelos de veículos

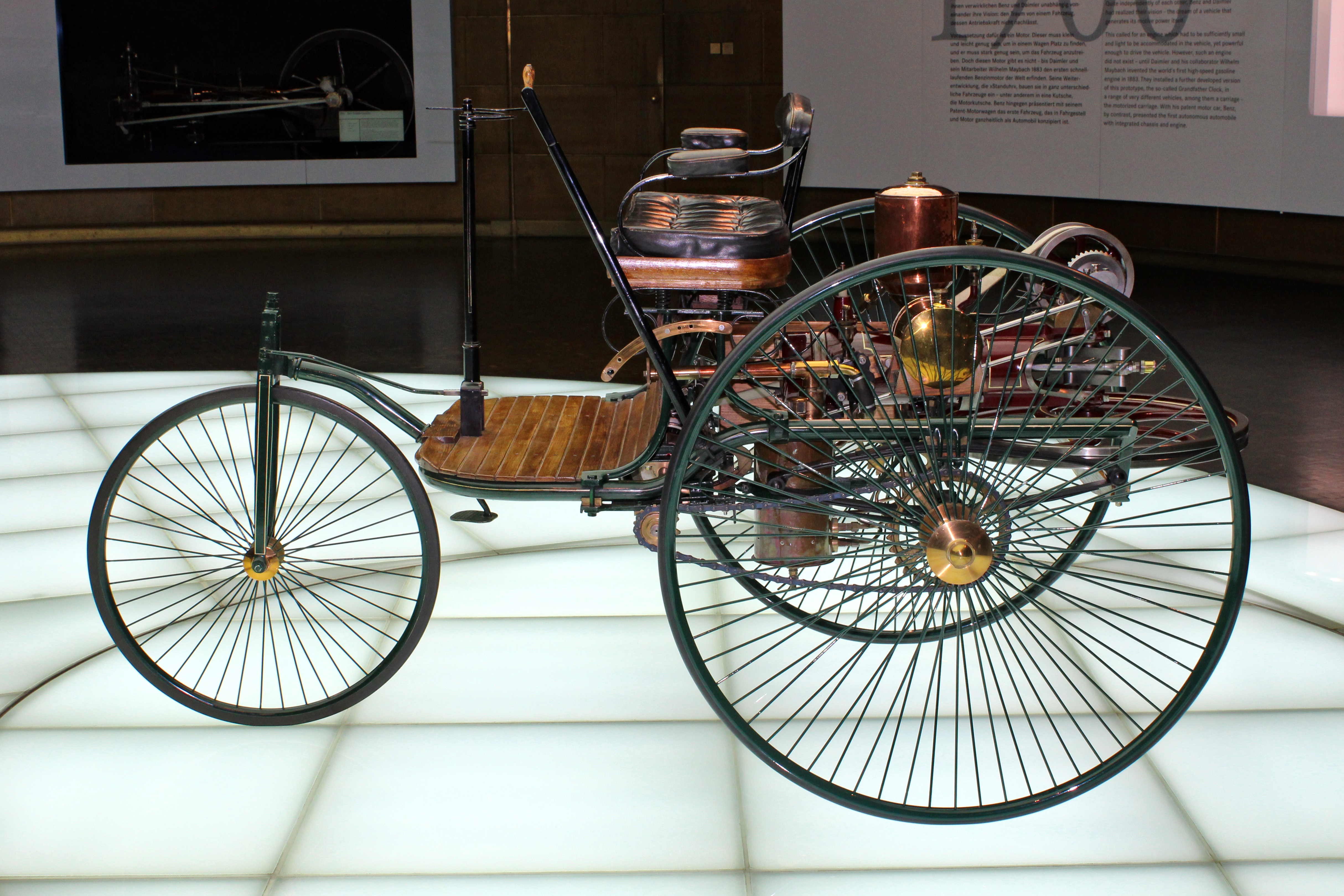
Benz Patent-Motorwagen No. 1, 1886
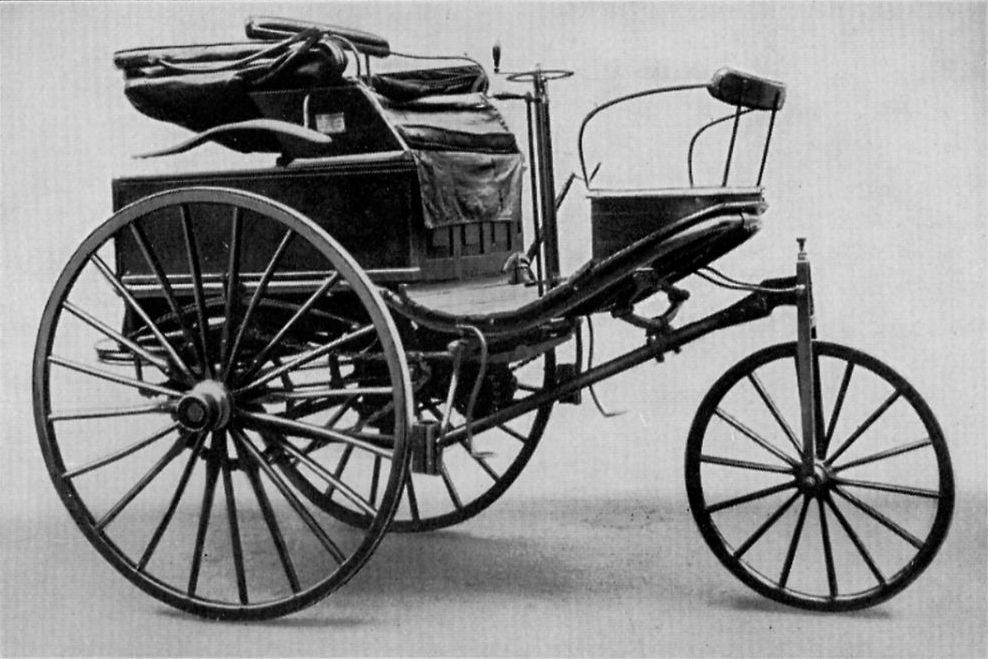
Benz Patent-Motorwagen No. 3: Em 1888 Bertha Benz dirigiu de Mannheim a Pforzheim
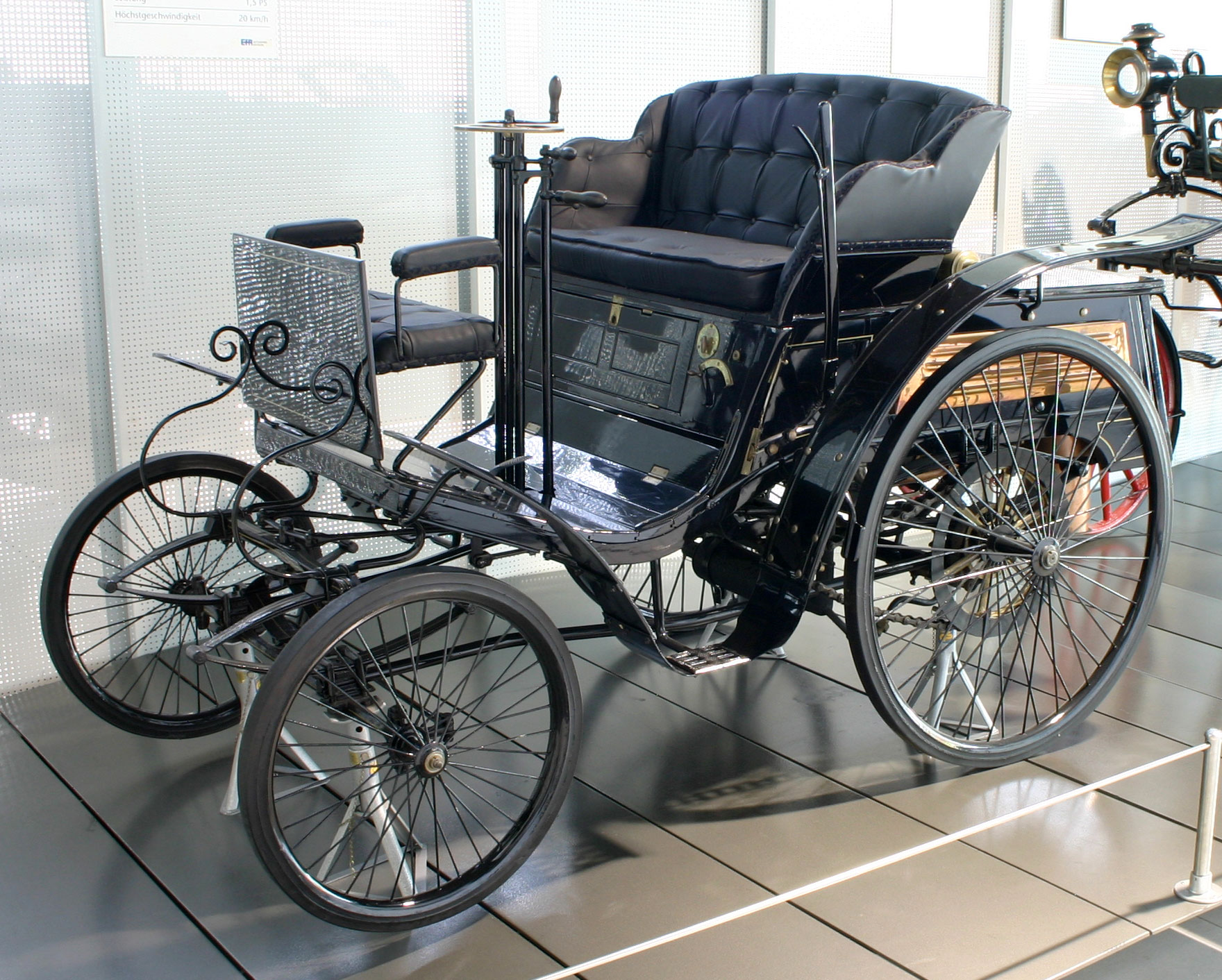
Patent-Motorwagen "Velo" 1894 primeiro carro de produção: 1045 cm³, 1,5 cv, 20 km/h (Museu EFA)
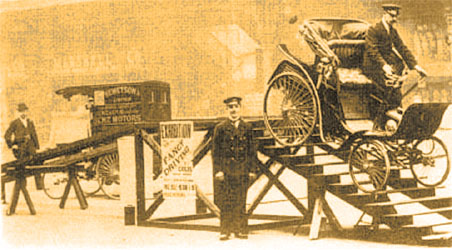
Apresentação do Benz Velo em Londres, 1898
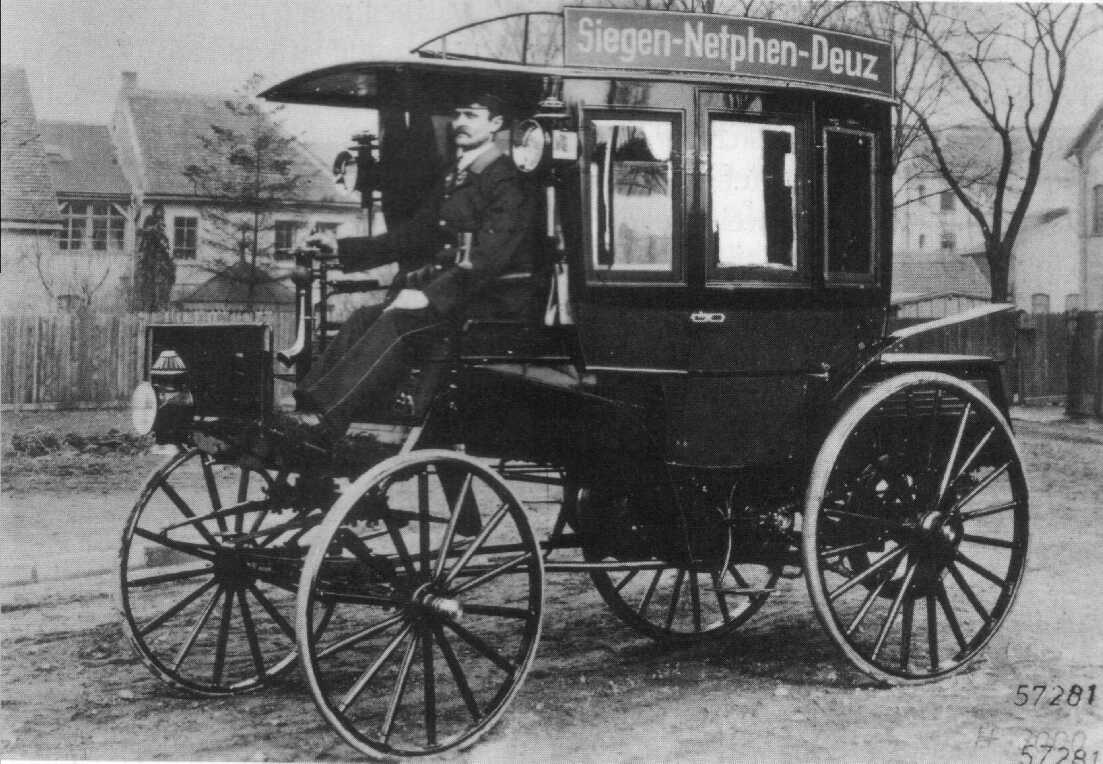
Erster Benzin-Omnibus von Benz & Cie. 1895 gebaut für die Netphener Omnibusgesellschaft
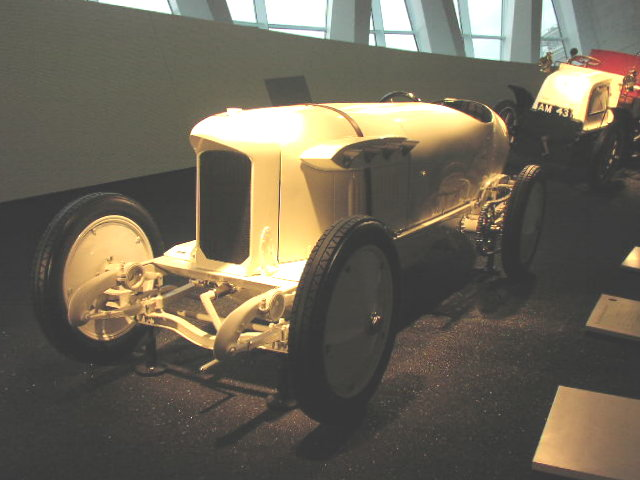
Blitzen-Benz, 1909
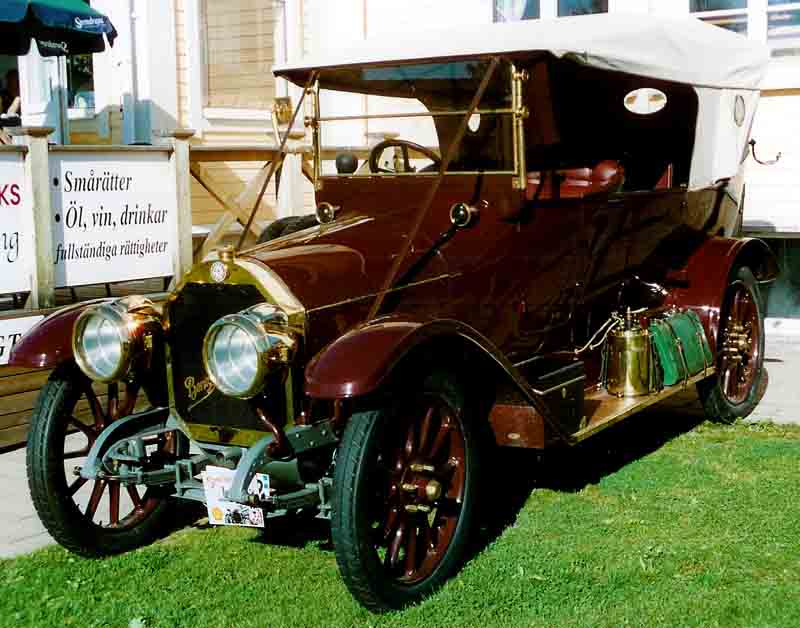
Benz 16/40 PS, 1913
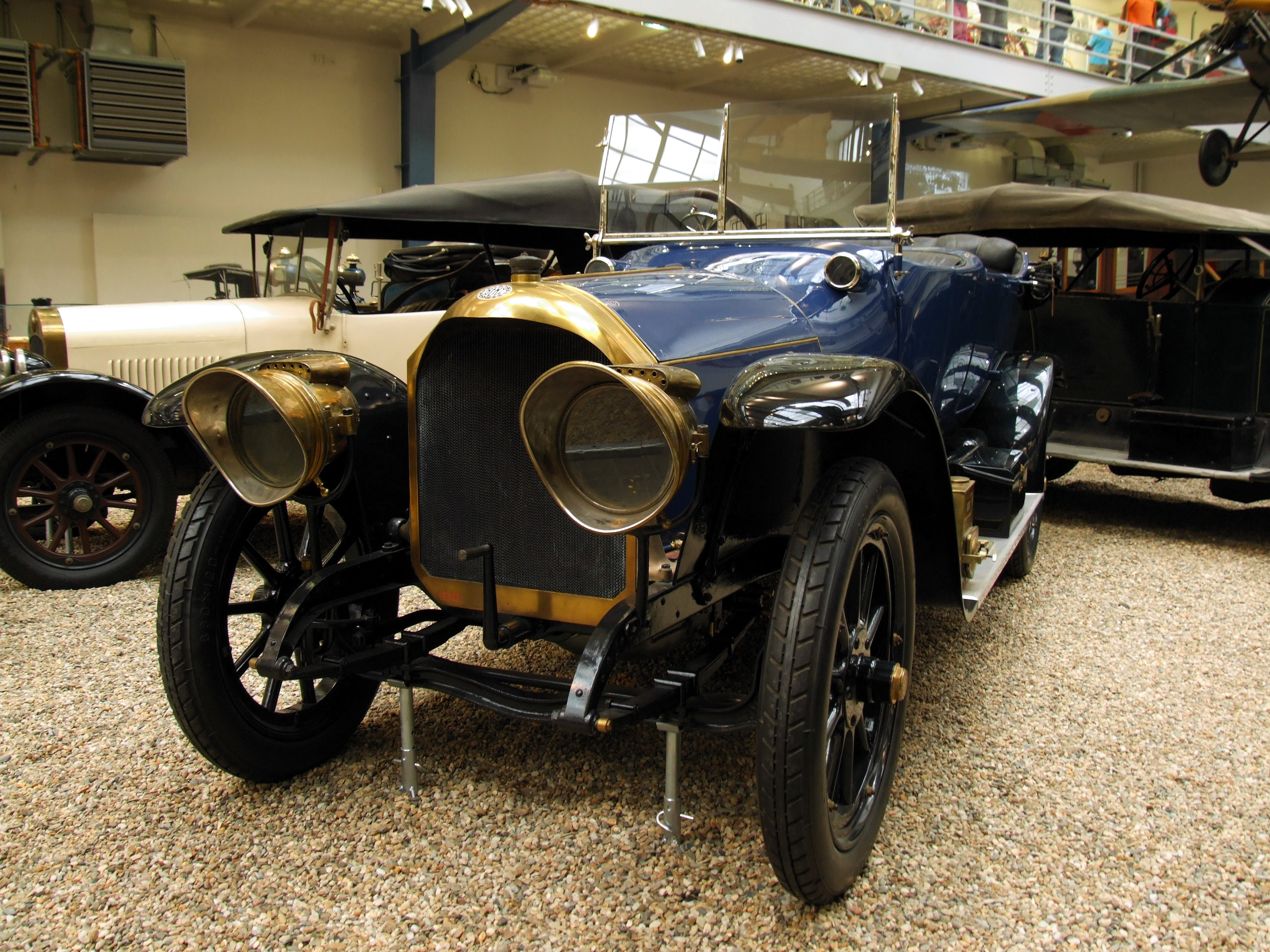
Benz 16/40 HP, 1914
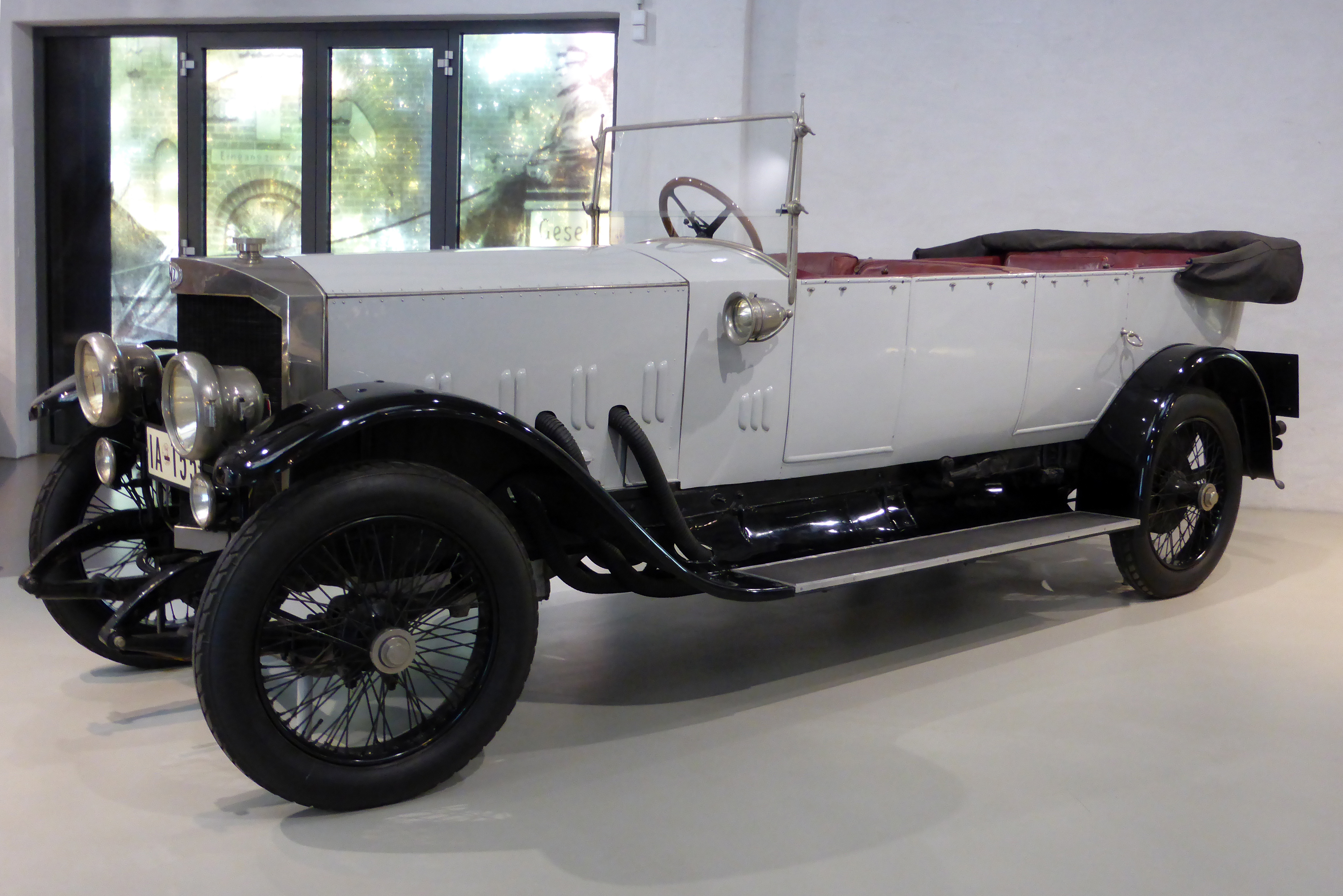
Benz 21/50 PS, 1914 feito sob medida pelo construtor de carrocerias Josef Neuss em Berlim-Halensee para Karl Max von Lichnowsky.